# 清泰
清泰（せいたい）は五代の2番目の王朝である後唐の李従珂の治世で用いられた元号。934年 - 936年。
- 元年4月、改元。
- 3年閏11月、後晋の高祖石敬瑭の即位により「天福」と改元。

## 西暦・干支との対照表
| 清泰 | 元年  | 2年   | 3年   |
| 西暦 | 934年 | 935年 | 936年 |
| 干支 | 甲午  | 乙未  | 丙申  |